# Simca Vedette
Simca Vedette — автомобиль среднего класса, выпускавшийся Simca с 1954 по 1961 год на заводе в Пуасси, Франция. Он продавался с разными названиями в зависимости от комплектации. Бюджетным вариантом являлась Simca Ariane.
В 1954 году Simca приобрела завод в Пуасси, принадлежащий ранее Ford France (Ford Société Anonyme Française, дочернее французское предприятие Ford) вместе с тогдашним модельным рядом Vedette, поэтому первоначально машины продаются под маркой Ford Vedette.
Vedette выпускалась в Пуасси до 1961 года, Ariane — до 1963 года. После слияния Simca с Chrysler, производство было перенесено в Бразилию, где машина получила название Simca Esplanada.

## История
В начале 1950-х годов Анри Теодор Пигоцци (Henri Théodore Pigozzi) искал возможности расширения производственных мощностей своей компании Simca, выпускавшей популярный тогда Aronde. В то же время, Ford выставил на продажу свою дочернюю фирму в Пуасси, которая выпускала автомобили Ford Vedette. Пигоцци приобрёл эту большую фабрику вместе с правом выпуска её модельного ряда.

## Первые Vedette

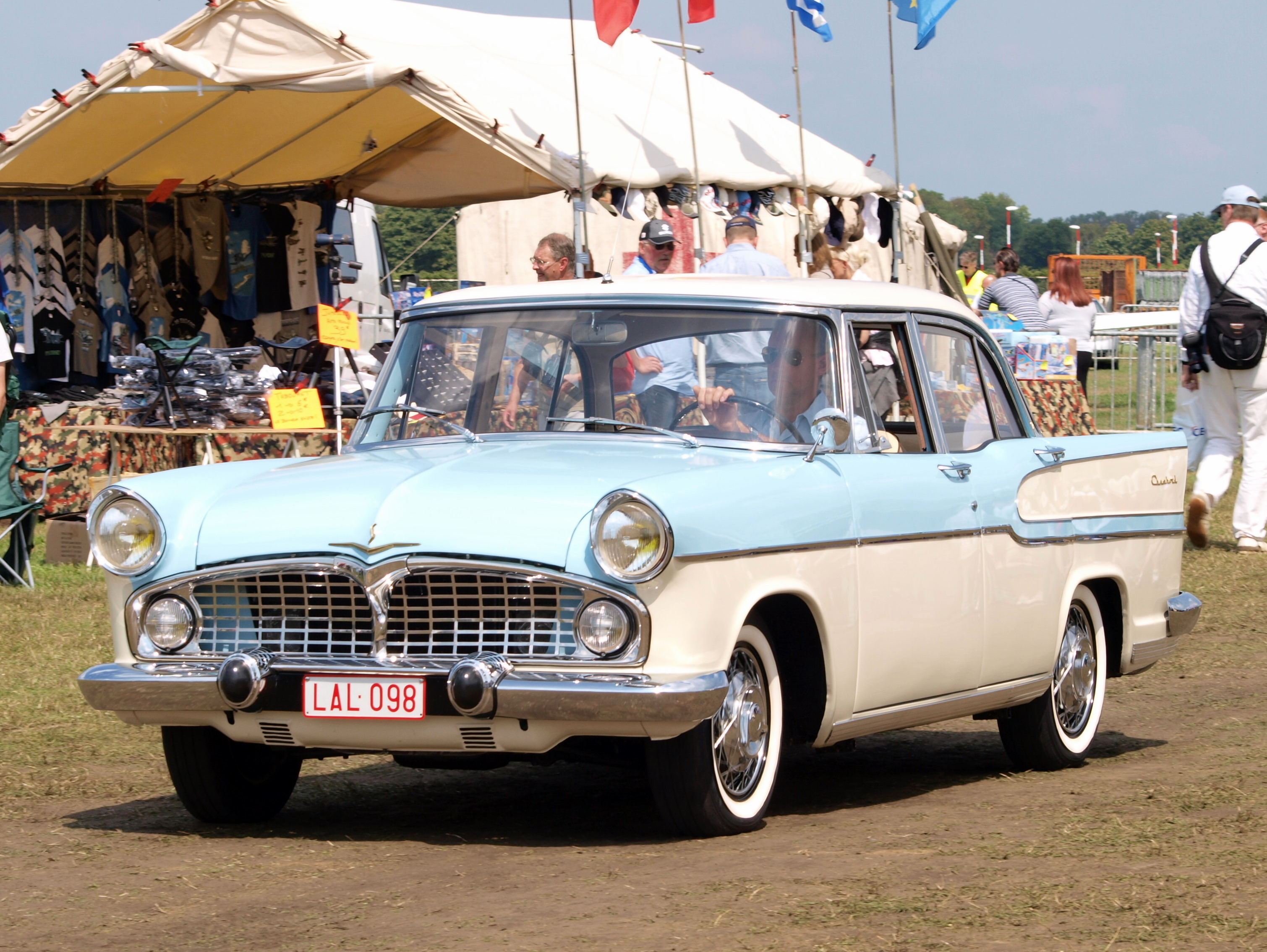
Simca Vedette Chambord

Заключение сделки состоялось в июне 1954 года, когда Ford готовился запустить новый 4-дверный Vedette с кузовом в «американском» стиле. Автомобиль имел двигатель V8 объёмом 2351 см³ из семейства моторов Flathead, получивший во Франции наименование Aquillon. Двигатель относился к французскому налоговому классу «13 CV». Благодаря двухкамерному карбюратору Zenith-Stromberg 32NX, мощность составляла от 75 до 84 л. с. (от 56 до 63 кВт). Трансмиссия имела привод на задние колёса и 3-ступенчатую МКПП. Передняя подвеска была независимой со стойками MacPherson, тормоза — барабанные на всех четырёх колёсах.
Как и Aronde, Vedette выпускалась в различных комплектациях. Индексы ссылались на период барокко в истории Франции. Базовая версия имела индекс Simca Trianon, посередине находилась Simca Versailles и на вершине диапазона Simca Régence. На всех вариациях мог устанавливаться люк в крыше Vistadome. Vedette по-прежнему продаются на некоторых рынках, в том числе, в Нидерландах и Германии под маркой Ford Vedette до 1956 года. Simca удалось увеличить производство с 150 машин в день (период владения Ford) до 250.

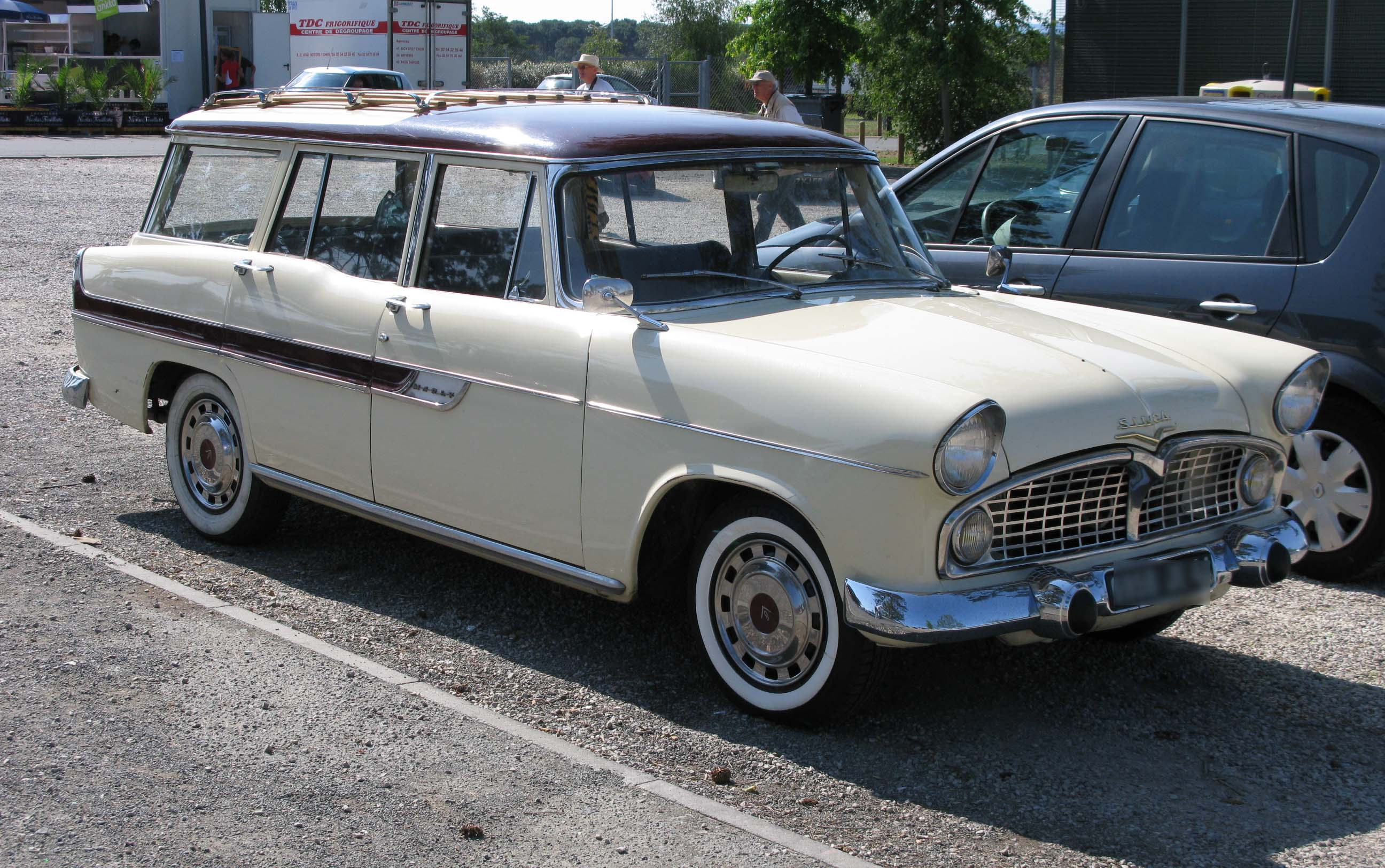
Универсал Vedette Marly

Пигоцци стремился модернизировать машины каждый год, как это делали американские производители. В 1956 году в модельный ряд добавлена Simca Marly. Изменились держатель номерных знаков, добавлены ножной омыватель ветрового стекла и одометр. Модели Versailles и Régence стали более комфортабельными; они получили центральные подлокотники (Versailles только на заднем сидении, Régence спереди и сзади). Trianon был немного упрощён, потеряв хромированный декор ветрового стекла. В 1957 году добавлено автоматическое сцепление Gravina, а также улучшенные тормоза и рулевое управление. Внешнее оформление было незначительно пересмотрено, автомобили Régence и Marly получили эмблемы на крыльях.

### Показатели производства
- 1955 — 42 439
- 1956 — 44 836
- 1957 — 17 875[1]

## Новые модели

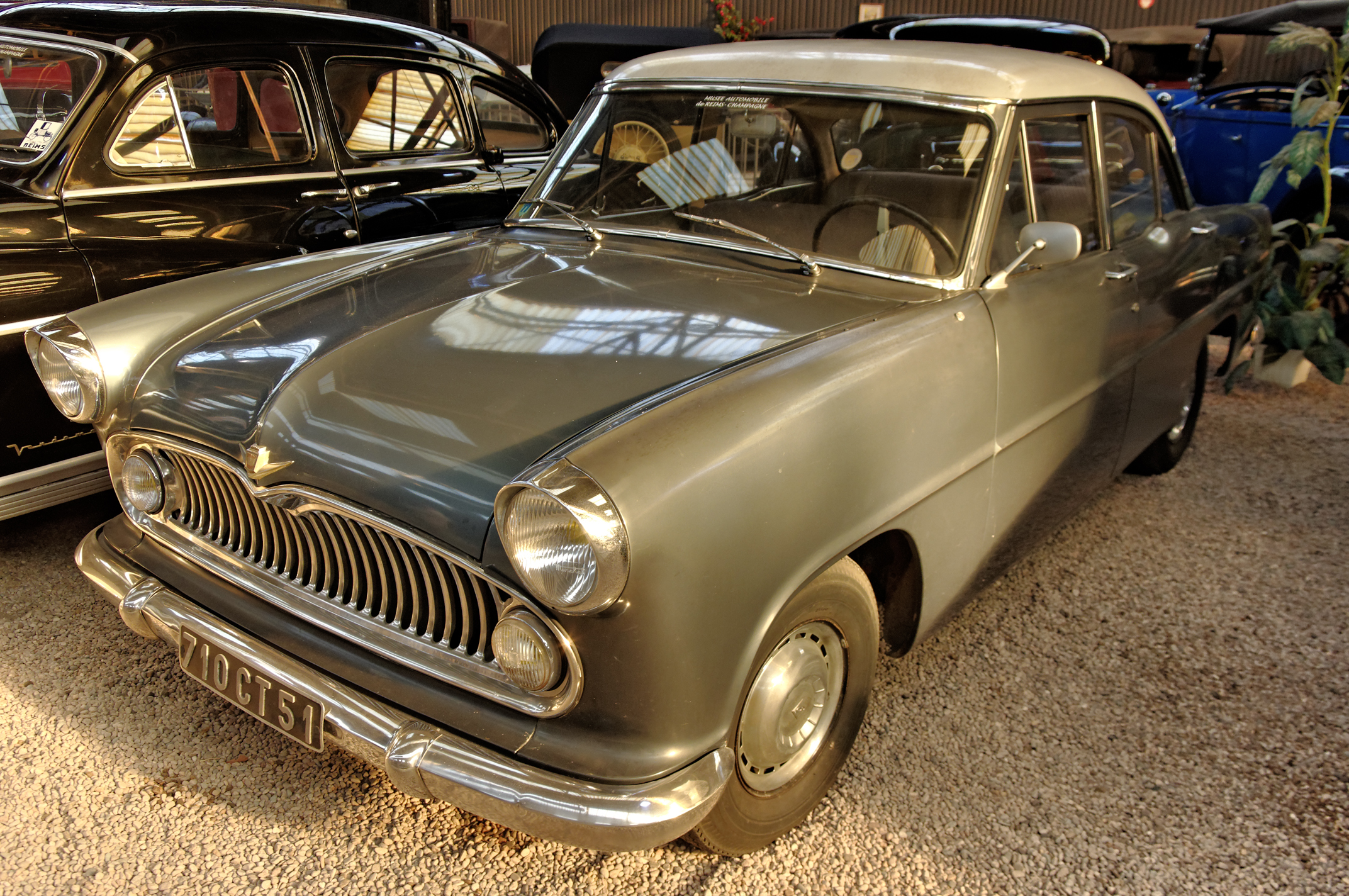
Simca Versailles 1955 года

После трёх лет производства, Vedette получили новый, удлинённый корпус с хромированной передней частью и большими «хвостовыми плавниками» сзади. Новый стиль отражал тогдашние тенденции в дизайне, многие производители, включая Peugeot, Fiat, BMC (с кузовами от Pininfarina), Ford и даже Mercedes-Benz выпускали автомобили в подобном «американском» стиле. Мощность двигателя, получившего название Aquillon 84, увеличилась до 84 л. с. (63 кВт) при сохранении прежнего налогового класса.
Vedette предыдущего поколения, оснащённые двигателем 1,3 л, в апреле 1957 года становятся моделью Simca Ariane. Чуть позже, в октябре 1957 года, модификация с двигателем V8 Aquillon 84, получает название Ariane 8 и заменяет собой Trianon. Versailles получает индекс Simca Beaulieu, Régence — Chambord, в то время, как универсал сохранил наименование Marly.

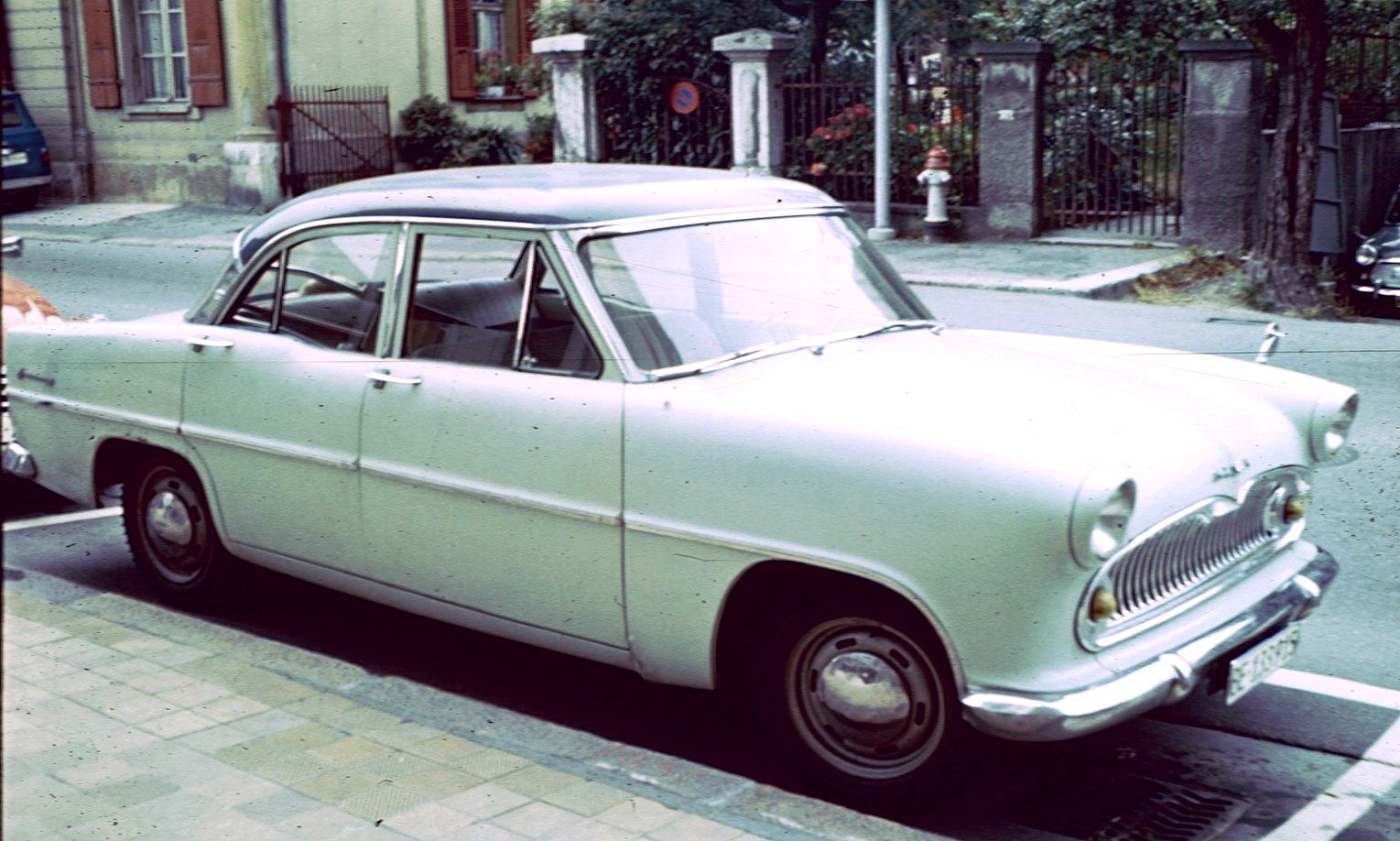
Simca Chambord в Берне

В 1959 году автомобили получают автоматическую трансмиссию Rush-Matic, которая могла работать в двух режимах: Rush (полностью автоматический) и Road (ручное переключение передач). В том же году начинается сборка Vedette в Бразилии. В модельный ряд добавляется Présidence, отличавшаяся ещё более роскошным интерьером и радиотелефоном (впервые в Европе). Французской кузовной фирмой Chapron выпущены два 2-дверных кабриолета Présidence для губернатора одной из французских колоний. В следующем году Chapron выпускает два 4-дверных кабриолета Présidence для президента Франции Шарля де Голля. Выпуск Beaulieu прекратился осенью 1960 года, друге модели выпускались до 1961 года, получив новый хромированный декор и антивибрационный коленчатый вал двигателя.
Во Франции производство Vedette прекращено летом 1961 года (выпущено 173 288 машин), хотя оно продолжалось в Бразилии. Ariane выпускалась до 1963 года (выпущено 166 363 машины). До 1969 года Simca не продавала другой большой автомобиль с Chrysler 180 и родственными моделями. Ariane, однако, будет заменен меньшим Simca 1500.

### Бразильское производство
В Бразилия Vedette была сильно модернизирована и выпускалась как Esplanada до 1969 года. К тому времени Chrysler купил Simca, и автомобиль продавался в обоих дилерских центрах. Он был заменен более крупным Dodge Dart, который начал производиться в Бразилии в том же году, чтобы лучше противостоять американским автомобилям, с которыми Эспланада не могла конкурировать. Проблема, по-видимому, в том, что Эспланада была в бразильских и американских терминах, чуть больше, чем больше, чем компактный или среднеразмерный автомобиль, несмотря на то, что в Европе его считают большим автомобилем. Из-за этого считалось, что он может конкурировать с более крупными и мощными американскими полноразмерными седанами, но в основном потерпел неудачу.

### Производство в Австралии
Chrysler Australia выпускал Vedette Beaulieu до 1962 года с использованием импортных и собственных комплектующих.

### Показатели производства
- 1958 — 28 142
- 1959 — 15 966
- 1960 — 13 914
- 1961 — 3813[1]